# Palyu
Le palyu (ou paliu, bolyu, autonyme, pə2lju1) est une langue môn-khmer parlée  en Chine, dans les comtés de Xilin et Longlin,  située dans l'Ouest du Guangxi, par environ 10 000 Palyu, que les Chinois appellent Lai.
 Les Palyu ne sont pas reconnus comme une nationalité distincte en Chine et sont comptés avec les Gelao, de langue tai-kadai.

## Classification interne
Le palyu est encore difficilement classé dans l'ensemble des langues môn-khmer. 

## Phonologie
Les tableaux présentent les phonèmes vocaliques et consonantiques du palyu.

### Voyelles
|         | Antérieure  | Centrale | Postérieure |
| ------- | ----------- | -------- | ----------- |
| Fermée  | i [i] y [y] |          | ɯ [ɯ] u [u] |
| Moyenne | e [e]       | ə [ə]    | o [o]       |
| Ouverte | ɛ [ɛ] a [a] |          | ɔ [ɔ]       |

### Consonnes
|              |              | Bilabiales | Alvéolaires | Alvéolaires | Postalv.    | Dorsales  | Dorsales  | Dorsales | Glottales |
| ------------ | ------------ | ---------- | ----------- | ----------- | ----------- | --------- | --------- | -------- | --------- |
| Centrales    | Latérales    | Bilabiales | Palatales   | Vélaires    | Postalv.    | Uvulaires |           |          | Glottales |
| Occlusives   | Sourde       | p [p]      | t [t]       |             |             |           | k [k]     | q [q]    | ʔ [ʔ]     |
| Occlusives   | Palatales    | pj [pʲ]    | tj [tʲ]     |             |             |           | kj [kʲ]   |          |           |
| Occlusives   | Aspirées     | ph [pʰ]    | th [tʰ]     |             |             |           | kh [kʰ]   | qh [qʰ]  |           |
| Occlusives   | Asp. palat.  | phj [pʰʲ]  | thj [tʰʲ]   |             |             |           | khj [kʰʲ] |          |           |
| Occlusives   | Labiales     |            |             |             |             |           | kw [kʷ]   |          |           |
| Occlusives   | Sonore       | mb [mb]    | nd [nd]     |             |             |           |           |          |           |
| Occlusives   | Palatales    | mbj [mbʲ]  | ndj [ndʲ]   |             |             |           |           |          |           |
| Fricatives   | sourdes      | f [f]      | s [s]       | ɬ [ɬ]       | ɕ [ɕ]       |           |           |          | h [h]     |
| Fricatives   | Palatales    |            | sj [sʲ]     | ɬj [ɬʲ]     | ɕj [ɕʲ]     |           |           |          | hj [hʲ]   |
| Fricatives   | Labiales     |            |             |             | ɕw [ɕʷ]     |           |           |          |           |
| Fricatives   | Sonore       | v [v]      |             |             | ʑ [ʑ]       |           | ɣ [ɣ]     |          |           |
| Fricatives   | Palatales    | vj [vʲ]    |             |             |             |           |           |          |           |
| Fricatives   | Aspirées     |            |             |             |             |           | ɣh [ɣʰ]   |          |           |
| Fricatives   | Labiales     |            |             |             |             |           |           |          | hw [hʷ]   |
| Affriquées   | Sourdes      |            | ts [ts]     |             | tɕ [tɕ]     |           |           |          |           |
| Affriquées   | Palatales    |            | tsj [tsʲ]   |             | tɕj [tɕʲ]   |           |           |          |           |
| Affriquées   | Aspirées     |            | tsh [tsʰ]   |             | tɕh [tɕʰ]   |           |           |          |           |
| Affriquées   | Asp. palat.  |            |             |             | tɕhj [tɕʰʲ] |           |           |          |           |
| Affriquées   | Labiales     |            |             |             | tɕw [tɕʷ]   |           |           |          |           |
| Affriquées   | Asp. Lab.    |            |             |             | tɕhw [tɕʰʷ] |           |           |          |           |
| Liquides     | Simples      |            |             | l [l]       |             |           |           |          |           |
| Liquides     | Palatales    |            |             | lj [lʲ]     |             |           |           |          |           |
| Nasales      | Simples      | m [m]      | n [n]       |             |             |           | ŋ [ŋ]     |          |           |
| Nasales      | Palatales    | mj [mʲ]    |             |             |             | ɲ [ɲ]     |           |          |           |
| Semi-voyelle | Semi-voyelle | ʔw [ʔw]    |             |             |             | ʔj [ʔj]   |           |          |           |

### Tons
Le palyu est une langue tonale qui possède dix tons différents.

## Sources
- (zh) Lĭ, Xùliàn, Laiyu Yanjiu, Pékin, Presses de l'Université Centrale des Minorités, 1999,  (ISBN 7-81056-403-X)